# Святовасилівська сільська рада
Святоваси́лівська сільська рада  — сільська рада в Солонянському районі Дніпропетровської області з адміністративним центром у селищі Святовасилівці.
Населення: 2 050 осіб у 1950-х рр., 1 782 особи у 2010 р.
Голова сільради — Віталій Михайлович Стеценко.
Загальний склад ради: 16 осіб.

## Населені пункти
Сільській раді підпорядковані населені пункти:
- c-ще Святовасилівка
- с. Орлове
- с. Рясне
- с. Чорнопарівка
- с. Шульгівка

## Склад ради
Рада складається з 16 депутатів та голови.

## Керівний склад сільської ради
| ПІБ                         | Основні відомості                                                         | Дата обрання | Дата звільнення |
| --------------------------- | ------------------------------------------------------------------------- | ------------ | --------------- |
| Стеценко Віталій Михайлович | Сільський голова, 1968 року народження, освіта, безпартійний              | 26.03.2006   | 31.10.2010      |
| Стеценко Віталій Михайлович | Сільський голова, 1968 року народження, освіта вища, член Партії регіонів | 31.10.2010   |                 |

Примітка: таблиця складена за даними джерела

## Історія
Єлізарівська сільська рада розташована за 30 км до південного заходу від районного центру Солоне.
Залізнична станція на лінії Апостолове-Нижньодніпровськ-Вузол відкрита в 1929 році біля якої і стало розбудовуватись село під назвою Рясне і в 1932 році було перейменоване в с. Єлізарове на честь комісара Соціалістичної революції Н. Єлізарова.

## Комунікації

### Опалення
- Природний газ у населених пунктах: Єлізарове, Орлово, Рясне, Чорнопарівка
- Тверде опалення: с. Шульгівка

### Водопостачання
На території Єлізарівської сільської ради налічується 5 свердловин, якими користується населення с. Єлізарове, Чорнопарівка. В інших селах є колодязі з питною водою. Винятком є с. Шульгівка, де питна вода відсутня.

## Заклади

### Закладиохорони здоров'я
- Єлізарівська амбулаторія загальної практики сімейної медицини.

### Культурні заклади
- Єлізарівська сільська бібліотека
- Єлізарівський сільський клуб
- Чорнопарівський сільський клуб

### Освітні заклади
- Єлізарівська дитяча установа «Веселка»
- Єлізарівська загально-освітня середня школа

## Історичні пам'ятники
Пам'ятники загиблим в роки німецько-радянської війни при визволенні с. Єлізарове та с. Орлово:
- «Солдат з автоматом»
- «Скорботна мати»